# Renneville (Eure)
Renneville – miejscowość i gmina we Francji, w regionie Normandia, w departamencie Eure.
Według danych na rok 1990 gminę zamieszkiwało 200 osób, a gęstość zaludnienia wynosiła 32 osoby/km² (wśród 1421 gmin Górnej Normandii Renneville plasuje się na 701 miejscu pod względem liczby ludności, natomiast pod względem powierzchni na miejscu 590).